# Slaviša Stojanovič
Pour les articles homonymes, voir Stojanović.
Slaviša Stojanovič, né le 6 décembre 1969 à Gornji Dejan en Yougoslavie (auj. en Serbie), est un footballeur slovène reconverti entraîneur de football.

## Palmarès
Avec le NK Domžale :
- Championnat de Slovénie
  - Champion : 2007 et 2008
  - Vice-Champion : 2005 et 2006

- Supercoupe de Slovénie
  - Vainqueur : 2007
  - Finaliste : 2008

Avec l'Étoile rouge Belgrade :
- Championnat de Serbie
  - Champion : 2014